# 李文中 (成化進士)
李文中（1439年—？年），字宗道，四川重慶府榮昌縣人，軍籍，明朝政治人物。

## 生平
成化元年（1465年）乙酉科四川鄉試舉人。成化二年（1466年）聯捷丙戌科進士。任河南杞縣知縣。

## 家族
曾祖李世用，祖李淵，父李人儀，母張氏。